# Сенека Фолс (Њујорк)
Сенека Фолс (енгл. Seneca Falls) град је у америчкој савезној држави Њујорк.

## Демографија
По попису из 2010. године број становника је 6.681, што је 180 (-2,6%) становника мање него 2000. године.
| Група             | 2000.         | 2010.         |
| Белци             | 6.568 (95,7%) | 6.266 (93,8%) |
| Афроамериканци    | 50 (0,7%)     | 81 (1,2%)     |
| Азијати           | 92 (1,3%)     | 105 (1,6%)    |
| Хиспаноамериканци | 81 (1,2%)     | 116 (1,7%)    |
| Укупно            | 6.861         | 6.681         |